# Čas anatomije (knjiga)
Čas anatomije je polemička knjiga autora Danila Kiša, objavljena 1978. godine.
Knjiga je nastala kao odgovor na optužbe da je Kišova prethodna knjiga, Grobnica za Borisa Davidoviča, plagijat.
Po njenim motivima je 2017. godine Andraš Urban režirao predstavu.